# 前野自常
前野自常（まえの よりつね）は、江戸時代前期ごろの武士・阿波徳島藩士。自有系前野氏三代目当主。

## 人物
自常は、阿波徳島藩士の前野自観の嫡男に生まれた。母親は津田監物義勝の娘。初め前野兵吉を名乗る。
前野三右衛門自常と改名した後、父自観の家を継ぐ。縁戚にあたる槙島孫左衛門重房の娘を正室に迎え、二男二女をもうけた。長男は早世したため次男の前野重助（後の自賢）を嫡男とした。
享保8年（1723年）7月19日、大坂で病死したと伝わる。

## 氏族
前野氏は、桓武天皇皇子の良岑安世を始祖とする良岑氏の系統 で、平安時代後期に創設された氏である。立木田高成の子である前野高長が母の生地にちなんで荘園に前野（現在の愛知県江南市前野町〜大口町辺り）と名付け、自らの名字としたのが始まりとされている。だが、自香の家系である前野家は、藤原利仁流富樫氏族坪内氏の出身である前野左近将監為定が始祖であるため、血縁としては良岑姓が正しいが、家系としては藤原姓が正しいということになる。

## 系譜
- 曽祖父：前野助左衛門自性 / 津田大膳正俊
- 祖父：前野三右衛門自有
- 父：前野新左衛門自観
- 母：津田監物義勝娘
- 妻：槙島孫左衛門重房娘
  - 女子：匹田喜十郎種久室
  - 女子：郷司右紋太吉孝室
  - 男子：前野三十郎（早世）
  - 男子：前野延左衛門自賢